# Garganta Qutang
La garganta Qutang, también conocida como garganta Kui, es una de las tres que conforman la presa de las Tres Gargantas, considerada la den más belleza de las tres. Así mismo esta ha servido para controlar el agua y las diferentes crecidas que tiene el río Yangtsé. Está ubicada en dirección oeste colindando con la ciudad de Baidi del distrito Fenjie, perteneciente a la municipalidad de Chongqing, esta garganta termina en el poblado de Daxi, que se encuentra en el distrito de Wushan, de la misma provincia. Tiene una dimensión de 8 km, siendo la más corta de las tres. Al sur se dispone la montaña Baija, siendo su significado como "sal blanca"  y al lado contrario en dirección norte la montaña Chijia que significa "armadura" roja.

## Zonas de interés

Mapa de la presa de las tres gargantas

### Ciudad de Baidi
Su nombre principal y por el que es más conocida como ciudad Ziyang (Ciudad del Sol púrpura). Se encuentra a 451 m de la ciudad de Chonqing. Fue creada por el emperador Jianwu de la dinastía Han sobre el año 25 d. C. Generalmente esta ciudad está frecuentada por niebla en su etapa invernal, por lo que cambió su nombre a Baidi dándole el significado de "Rey Blanco". De estilo antiguo, es una ciudad de complicado acceso debido a la situación geográfica quedando casi en su totalidad rodeada por agua. Se considera que esta población es el mejor lugar para divisar el Paso Kuimen (Templo).

#### Templo de Baidi
Fue edificado para la conmemoración del Rey Bai Gongsun Shu, pero no cobró popularidad hasta que Liu Bei dejó su testamento en el lugar. El templo tiene enseres de alto valor sacadas de las tumbas colgantes que se encuentran situadas en la garganta Qutang. Estas reliquias son entre otras pinturas y lápidas con una magnífica caligrafía de las dinastías Sui y Tang.

### Cárcava Celestial y barranco de la Tierra
Se encuentra situada a 38 km de la cabecera distrital de Fengjie, se le conoce como "museo natural" ya que en esta costa se encuentran todo tipo de restos arqueológicos. En esta zona se pueden ver diferentes monumentos naturales como valles ciegos, cuevas de lava y depresiones. Mide un total de 626 m de largo por 662 m de profundidad. Es la primera cárcava celestial del mundo. Los valles en los que se encuentra situado tienen forma de V, con una dimensión de 37km.

### Torre Chijia
Su nombre viene de la montaña homónima y se encuentra en la orilla norte del Yangtsé. Tiene un total de tres pisos y está compuesta de ladrillo y madera en su gran mayoría. Se han restaurado los dos cañones que había en dirección al paso de Kuimen como símbolo de que aunque sea un paso defendido por una única persona y sea atacado por un ejército, no podrá pasar ni un solo hombre".

### Paso del Candado de hierro
Un lugar geoestratégico que han usado por centenares de años para defenderse de posibles ataques de adversarios del paso Kuimen y así controlar el transporte del río. Se prevé que su construcción fue en el año 904 (Dinastía Tang). Las columnas que se pueden encontrar actualmente instaladas fueron colocadas en la dinastía Song.